# Гении и аутсайдеры (книга)
Гении и аутсайдеры (англ. Outliers) — научно-популярная книга канадского журналиста и поп-социолога Малкольма Гладуэлла. Книга впервые вышла в свет 18 ноября 2008 года в издательстве «Little, Brown and Company». До «Гениев и аутсайдеров» Гладуэлл написал две книги-бестселлера: «Переломный момент» (2000) и «Мгновение» (2005 ). Обе книги были написаны в жанре «поп-экономика».

## Содержание
В этой книге автор исследует факторы, способствующие высокому уровню успеха. В подтверждение своего тезиса он исследует, почему большинство канадских хоккеистов рождаются в первые несколько месяцев календарного года, почему в городке Розето был феноменольно низкий уровень инфарктов, как соучредитель Microsoft Билл Гейтс достиг своего невероятного богатства, как Beatles стали одним из самых успешных музыкальных коллективов в истории человечества, как Джозеф Флом построил одну из самых успешных юридических фирм в мире, какую роль в воспринимаемом интеллекте и рациональном принятии решений играют культурные различия и как у двух людей с исключительным интеллектом, Кристофер Ланган и Роберт Оппенгеймер, в конечном итоге сложились такие совершенно разные судьбы. 
На протяжении всей публикации Гладуэлл неоднократно упоминает «Правило 10 000 часов».

## Критика
Книга дебютировала под номером один в списках бестселлеров The New York Times и Globe and Mail, удерживая первую позицию в течение одиннадцати недель подряд. 
Критики хорошо приняли книгу «Гении и аутсайдеры». Обзоры высоко оценили связь, которую Гладуэлл проводит между своим прошлым и остальной частью публикации, завершая книгу. Рецензенты также оценили вопросы, заданные этой книгой, считая важным определить, насколько индивидуальный потенциал игнорируется обществом. Однако извлеченные уроки были сочтены печальными и удручающими. 
The Economist назвал «Гениев и аутсайдеров» «захватывающим чтением с важным посылом». Дэвид Леонхардт написал в книжном обзоре для The New York Times: «В бескрайнем мире документальной литературы Малкольм Гладуэлл — выдающийся талант, который существует сегодня», а «Гении и аутсайдеры» «заставляют обдумывать находчивые теории дни спустя после прочтения».
Стиль книги, который считался легким для понимания, подвергался критике за чрезмерное упрощение сложных социальных явлений. Критики Гладуэлла обычно делают акцент на том, что он является журналистом, а его работы не соответствуют высоким стандартам академической литературы. Например, его обвиняют в использовании логических трюков и когнитивной предвзятости.
В одной из рецензий на книгу «Гении и аутсайдеры» Гладуэлла обвинили в насаждении «расистской псевдонауки» и использовании отдельных примеров для скоропалительных обобщений относительно расы и классового статуса, а в другой, опубликованной в издании The New Republic, последнюю её главу назвали «непроницаемой для всех форм критического мышления». Гладуэлла также критикуют за использование случайных разрозненных фактов и общем недостатке точности в его подходе.

## Издание в России
Книга была переведена на русский язык и вышла в свет в издательстве «Манн, Иванов и Фербер» в 2021 году. ISBN 978-5-00169-459-5.